# André Olivier

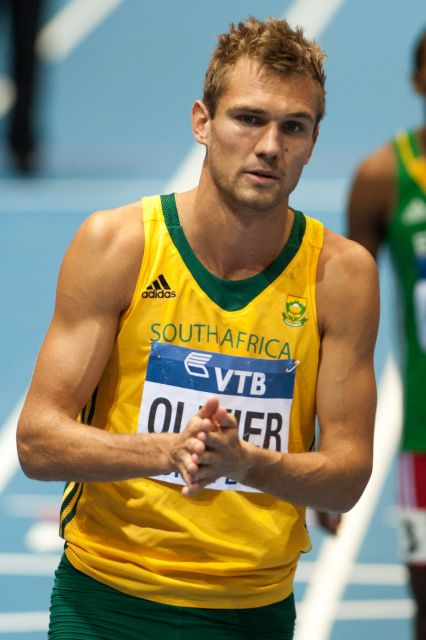
André Olivier bei den Hallenweltmeisterschaften 2014

André Olivier (* 29. Dezember 1989 in Pietermaritzburg) ist ein südafrikanischer Mittelstreckenläufer, der sich auf die 800-Meter-Distanz spezialisiert hat.
2012 gewann er Bronze bei den Afrikameisterschaften in Porto Novo und erreichte bei den Olympischen Spielen in London das Halbfinale.
2014 wurde er Vierter bei den Hallenweltmeisterschaften in Sopot und holte Bronze bei den Commonwealth Games in Glasgow.

## Persönliche Bestzeiten
- 800 m: 1:44,29 min, 20. Juli 2012, Monaco
  - Halle: 1:44,99 min, 15. Februar 2014, Birmingham
- 1000 m: 2:18,11 min, 5. September 2014, Brüssel
  - Halle: 2:19,24 min, 25. Februar 2015, Metz
- 1500 m: 3:39,40 min, 6. Februar 2009, Durban